# Fritz Dennerlein
Federico Dennerlein, detto Fritz (Portici, 14 marzo 1936 – Napoli, 3 ottobre 1992), è stato un pallanuotista, nuotatore e allenatore di pallanuoto italiano.

## Biografia
Nato da padre tedesco e madre romena, fu allenato dal fratello maggiore Costantino Dennerlein, detto "Bubi" e "Kartikeyan". Fu contemporaneamente pallanuotista e nuotatore, arrivando in nazionale in entrambe le discipline. Frequentò l'ISEF di Napoli dal 1959 al 1962, diplomandosi il 10 novembre del medesimo anno.

### Carriera agonistica
Fritz Dennerlein vinse il suo primo titolo nazionale assoluto di nuoto nel 1953, con la staffetta 4x200 stile libero della Canottieri Napoli, con la quale si ripeté l'anno successivo e giunse in finale ai Campionati Europei di Torino. Ai Giochi del Mediterraneo del 1955 vinse la medaglia d'oro nella pallanuoto. Nel 1956 vinse ancora il titolo di campione assoluto nella 4x200 e fu convocato per le Olimpiadi di Melbourne.
Ai Giochi olimpici, con Paolo Galetti, Guido Elmi ed Angelo Romani, Dennerlein compose il quartetto della staffetta 4x200 stile libero che per la prima volta raggiunse una finale olimpica, classificandosi al settimo posto. Nella pallanuoto, si classificò al quarto posto, con la Nazionale italiana. L'anno dopo giunsero i primi due titoli assoluti individuali, nei 100 e nei 400 stile libero.
Nel 1958 Dennerlein vinse il suo primo "scudetto" di pallanuoto con la Canottieri Napoli e, nel nuoto, la medaglia d'argento nella 4x200 stile libero (con Angelo Romani, Paolo Galletti e Paolo Pucci) e quella di bronzo nella 4x100 mista (con Gilberto Elsa, Roberto Lazzari e lo stesso Pucci) agli "Europei" di Budapest. Agli "assoluti" si dovette accontentare di un solo titolo, quello della staffetta 4x100 mista.
Con il ritiro dall'agonismo del fratello maggiore, Fritz Dennerlein cominciò a dedicarsi alla specialità preferita di "Bubi": lo stile a farfalla. I risultati furono travolgenti. Vinse la medaglia d'oro nei 200 farfalla sia ai Giochi del Mediterraneo di Beirut 1959 sia alle Universiadi di Torino. In entrambi i casi vinse le medaglie d'oro delle staffette 4x200 stile libero e 4x100 mista, così come ai Campionati assoluti 1959. A Beirut fu anche medaglia d'argento nella pallanuoto. Il 12 luglio 1959 batté il record europeo dei 100 farfalla e due giorni dopo si ripeté con quello dei 200 farfalla. Ai campionati primaverili 1960 ritoccò nuovamente il record europeo dei 200 farfalla, portandolo a 2'18"0 e agli "assoluti" vinse ben cinque medaglie d'oro (200 e 400 stile libero, 200 farfalla e staffette 4x200 stile libero e 4x100 mista).
Questi risultati molto lusinghieri indussero Dennerlein a puntare tutto sui 200 farfalla alle imminenti Olimpiadi di Roma, con l'obiettivo di diventare il primo nuotatore italiano a conquistare una medaglia olimpica. Rinunciò quindi alla convocazione nella squadra di pallanuoto e fu un peccato perché i suoi compagni riuscirono a vincere la medaglia d'oro anche senza di lui. Nei 200 farfalla, invece, Dennerlein, pur battendo nuovamente il suo record continentale (2'16"0), fu superato da tre nuotatori extraeuropei e dovette accontentarsi del quarto posto. Tale risultato fu però la miglior prestazione di un italiano alle Olimpiadi, nel nuoto maschile, sino alla medaglia di bronzo di Stefano Battistelli, a Seul 1988. Nella staffetta 4x100 mista Dennerlein  raggiunse comunque la finale olimpica, classificandosi al sesto posto, insieme a Giuseppe Avallone, Roberto Lazzari e Bruno Bianchi. Nella 4x200, con Paolo Galletti, Angelo Romani e Bruno Bianchi, si fermò alle semifinali.
Nel 1961 Dennerlein vinse altre quattro medaglie d'oro agli "assoluti" (200 e 400 stile libero, 200 farfalla e staffetta 4x200 stile libero). L'anno dopo ebbe un diverbio con il Presidente federale Luigi Durand de la Penne e non fu convocato ai Campionati europei. Polemicamente, allora, Dennerlein gareggiò a Monte Carlo quasi in contemporanea con la gara "europea" dei 200 farfalla e batté nuovamente il primato continentale, portandolo a 2'12"6.
Nel 1963 vinse il suo secondo "scudetto" di pallanuoto con la Canottieri Napoli al quale aggiunse il titolo di capocannoniere del Campionato. Fu alfiere dell'Italia ai Giochi del Mediterraneo di Napoli 1963 e durante la cerimonia d'apertura lesse il giuramento degli atleti. Fu oro nei 200 farfalla.
Ha concluso la carriera nel nuoto con i Campionati assoluti del 1963, portando a casa altri tre ori (200 farfalla, 400 misti e staffetta 4x200). Gareggiò ancora nella pallanuoto alle Olimpiadi di Tokyo 1964, ripetendo il medesimo risultato (quarto posto) delle Olimpiadi di otto anni prima.

### La carriera di allenatore e la tragica morte
Dopo il ritiro divenne allenatore di pallanuoto, prima del Circolo Canottieri Napoli e quindi della squadra nazionale italiana per sette anni. Come allenatore della nazionale di pallanuoto vinse un argento mondiale (1986), in una tiratissima finale con la Jugoslavia  di Ratko Rudić conclusasi 12-11 al quarto tempo supplementare ma si rifece l'anno successivo vincendo l'oro ai Giochi del Mediterraneo di Latakia 1987.
Morì nel 1992 all'età di 56 anni in un tragico incidente motociclistico sulla rampa d'accesso dell'autostrada Salerno-Napoli. Le sue spoglie sono conservate presso il cimitero acattolico di Santa Maria della Fede di Napoli.

## Riconoscimenti
A lui è dedicata la piscina olimpica situata nel complesso della Mostra d'Oltremare e dal 15 luglio 2012 il tratto di mare dalla Marina di Vico a Capo la Gala, chiamato il "Miglio Azzurro Fritz Dennerlein" della città di Vico Equense, dove il campione, da giovane, si allenava e dove, dopo il 1947, si era trasferito.
L'11 dicembre 2016 la società napoletana di nuoto a lui dedicata A.N.D Fritz Dennerlein, fondata dal suo ex atleta Riccardo Siniscalco, in collaborazione con Ciro Porzio, Maurizio Mastrorilli e Andrea Siniscalco organizzano in suo onore il "1º Trofeo Fritz Dennerlein" valido per il Circuito Supermasters FIN.
Nel 2019 gli è stato intitolato, in occasione delle Universiadi svoltesi a Napoli, il Palazzetto dello Sport nel quartiere Barra.

## Primati
Ha stabilito cinque primati europei nel nuoto, qui elencati:
| Tempo  | prova          | Data             | Manifestazione    | Luogo      |
| ------ | -------------- | ---------------- | ----------------- | ---------- |
| 1'01"8 | 100 m farfalla | 12 luglio 1959   | -                 | Parigi     |
| 2'19"5 | 200 m farfalla | 14 luglio 1959   | -                 | Parigi     |
| 2'18"0 | 200 m farfalla | 24 aprile 1960   | Camp. primaverili | Roma       |
| 2'16"0 | 200 m farfalla | 2 settembre 1960 | Giochi olimpici   | Roma       |
| 2'12"6 | 200 m farfalla | 23 agosto 1962   | [ 8 ]             | Montecarlo |

## Palmarès

### Palmarès da pallanuotista

#### Palmarès da giocatore
- Giochi olimpici

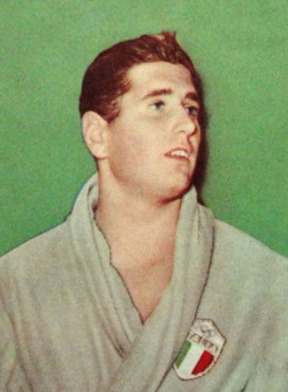
Sequenza di immagini dove Federico Dennerlein illustra la tecnica del tiro a colonnello

1956 Melbourne -  Australia: 4º in classifica finale, 2 vittorie e 3 sconfitte nel girone finale
1964 Tokyo -  Giappone: 4º in classifica finale, 3 vittorie e 3 sconfitte nel girone finale
- Campionati europei

1958 Budapest -  Ungheria:  4º in classifica finale, 4 vittorie e 2 sconfitte
- Giochi del Mediterraneo

1955 Barcellona -  Spagna:  Oro, 3 vittorie 0 sconfitte
1959 Beirut -  Libano:  Argento, 2 vittorie 1 sconfitta
1963 Napoli -  Italia:  Oro, 3 vittorie 1 pareggio
- 2 scudetti: 1958 e 1963, tutti con il Circolo Canottieri Napoli; nel 1963 fu anche capocannoniere con 22 reti

#### Palmarès da allenatore
- Giochi olimpici

1984 Los Angeles -  Stati Uniti: 7º, 4 vittorie, 2 pareggi e 1 sconfitta
1988 Seul -  Corea del Sud: 7º, 3 vittorie, 2 pareggi e 2 sconfitte
- Campionati mondiali

1986 Madrid -  Spagna:  Argento, 5 vittorie e 2 sconfitte
- Campionati europei

1985 Sofia -  Bulgaria: 4º, 4 vittorie e 2 sconfitte
1987 Strasburgo -  Francia:  Bronzo, 5 vittorie, 1 pareggio e 1 sconfitta
1989 Bonn -  Germania Ovest:  Bronzo, 5 vittorie, 2 pareggi e 1 sconfitta
- Giochi del Mediterraneo

1987 Latakia -  Siria:  Oro, 4 vittorie 0 sconfitte
- 1 Coppa dei campioni: 1977
- 4 scudetti: 1973, 1975, 1977 e 1979, tutti con il Circolo Canottieri Napoli

### Palmarès da nuotatore
E = primato europeo
| Giochi olimpici           | 200 m farfalla | ---                | 4×200 m st. libero               | 4×100 m mista                   |
| 1956 Melbourne Australia  | ---            | ---                | 7º - 8'46"2 frazione: 2'09"8     | ---                             |
| 1960 Roma Italia          | 4º 2'16"0 - E  | ---                | 6º - 8'38"1 frazione: 2'11"6     | 6º - 4'17"2 frazione: 1'01"4    |
| Campionati europei        | 200 m farfalla | ---                | 4×200 m st. libero               | 4×100 m mista                   |
| 1954 Torino Italia        | ---            | ---                | 8º - 9'06"0 frazione: 2'17"2     | ---                             |
| 1958 Budapest Ungheria    | ---            | ---                | Argento: 8'41"2 frazione: 2'10"2 | Bronzo: 4'21"9 frazione: 1'04"6 |
| Giochi del Mediterraneo   | 200 m farfalla | ---                | 4×200 m st. libero               | 4×100 m mista                   |
| 1959 Beirut Libano        | Oro 2'26"7     | ---                | Oro: 8'50"0 :                    | Oro: 4'27"1 :                   |
| 1963 Napoli Italia        | Oro 2'18"7     | ---                | ---                              | ---                             |
| Universiade               | 200 m farfalla | 4×100 m st. libero | 4×200 m st. libero               | 4×100 m mista                   |
| 1959 Torino Italia        | Oro 2'21"9     | ---                | Oro: 8'53"1 :                    | Oro: 4'20"4 :                   |
| 1963 Porto Alegre Brasile | Argento 2'16"  | Bronzo: 3'49"8 :   | ---                              | Argento: 4'15"1 :               |

#### Campionati italiani
25 titoli individuali e 13 in staffette, così ripartiti:
- 3 nei 100 m stile libero
- 4 nei 200 m stile libero
- 6 nei 400 m stile libero
- 1 nei 100 m farfalla
- 9 nei 200 m farfalla
- 2 nei 400 m misti
- 1 nella staffetta 4×100 m stile libero
- 6 nella staffetta 4×200 m stile libero
- 6 nella staffetta 4×100 m mista

nd= non disputati
| Anno | Edizione    | st.libero 100 m | st.libero 200 m | st.libero 400 m | st.libero 1500 m | farfalla 100 m | farfalla 200 m | misti 400 m | st.libero 4×100 m | st.libero 4×200 m | mista 4×100 m |
| ---- | ----------- | --------------- | --------------- | --------------- | ---------------- | -------------- | -------------- | ----------- | ----------------- | ----------------- | ------------- |
| 1951 | Estivi      | -               | -               | -               | -                | nd             | -              | nd          | nd                | 3                 | nd            |
| 1952 | Estivi      | -               | -               | 3               | -                | nd             | -              | nd          | nd                | -                 | nd            |
| 1953 | Estivi      | -               | 2               | -               | -                | nd             | -              | nd          | nd                | 1                 | -             |
| 1954 | Primaverili | 2               | nd              | 1               | nd               | -              | nd             | nd          | -                 | nd                | nd            |
| 1954 | Estivi      | -               | -               | -               | -                | nd             | -              | nd          | nd                | 1                 | -             |
| 1955 | Primaverili | -               | nd              | 2               | nd               | -              | nd             | nd          | 1                 | nd                | -             |
| 1955 | Estivi      | -               | 2               | -               | -                | nd             | -              | nd          | nd                | -                 | -             |
| 1956 | Primaverili | -               | nd              | -               | -                | nd             | 1              | nd          | nd                | -                 | -             |
| 1956 | Estivi      | -               | -               | -               | -                | nd             | -              | nd          | nd                | 1                 | 2             |
| 1957 | Primaverili | 1               | nd              | 1               | -                | nd             | -              | nd          | nd                | -                 | -             |
| 1957 | Estivi      | -               | 1               | 1               | -                | nd             | -              | nd          | nd                | 2                 | -             |
| 1958 | Primaverili | -               | nd              | 2               | 2                | nd             | -              | nd          | nd                | -                 | -             |
| 1958 | Estivi      | 3               | -               | -               | -                | nd             | -              | nd          | nd                | 3                 | 1             |
| 1959 | Primaverili | -               | nd              | -               | -                | nd             | 1              | nd          | nd                | -                 | 2             |
| 1959 | Estivi      | -               | -               | -               | -                | nd             | 1              | nd          | nd                | -                 | 1             |
| 1960 | Primaverili | -               | 1               | -               | -                | nd             | 1              | nd          | nd                | -                 | 1             |
| 1960 | Estivi      | -               | 1               | 1               | -                | nd             | 1              | nd          | nd                | 1                 | 1             |
| 1961 | Primaverili | -               | -               | -               | -                | -              | -              | nd          | nd                | -                 | -             |
| 1961 | Estivi      | -               | 1               | 1               | -                | -              | 1              | nd          | nd                | 1                 | -             |
| 1962 | Primaverili | 1               | -               | 1               | nd               | -              | 1              | -           | -                 | nd                | 2             |
| 1962 | Estivi      | 1               | -               | -               | -                | -              | 1              | 1           | -                 | -                 | 1             |
| 1963 | Primaverili | -               | -               | -               | nd               | 1              | -              | -           | -                 | nd                | 1             |
| 1963 | Estivi      | 2               | -               | -               | -                | -              | 1              | 1           | 2                 | 1                 | -             |
| 1964 | Primaverili | -               | -               | -               | nd               | -              | -              | -           | -                 | nd                | -             |
| 1964 | Estivi      | -               | -               | -               | -                | -              | -              | -           | 2                 | 2                 | 3             |